# Luis Acuña (político)
Luis Augusto Acuña Cedeño (El Palenque, Estado Sucre, Venezuela, 26 de mayo de 1946 - Caracas, Venezuela, 27 de agosto de 2023) fue un educador y político venezolano, exgobernador del estado Sucre.

## Biografía

### Juventud
Luis Acuña nació el 26 de mayo de 1946 en la población de El Palenque, estado Sucre.
Se graduó de bachiller en el año 1965 en el Liceo Antonio José de Sucre, Cumaná, Estado Sucre. En el año 1972, Luis Acuña se gradúa de licenciado en Física en la Universidad Central de Venezuela. En el año 1974, obtiene una maestría en el Instituto Politécnico Rensselaer Nueva York, EE. UU., y un Ph D en el año 1979 en la Universidad de Western Ontario, London, Canadá.

### Cargos universitarios
Luis Augusto Acuña Cedeño ejerció el cargo como coordinador de investigaciones en la Universidad de Oriente Núcleo de Sucre, etapa 1987-1990. Después de esto fue nombrado Coordinador académico de esta casa de estudios durante el periodo académico 1992-1994. En el año 1995 fue elegido en elecciones universitarias Decano de la Universidad de Oriente Núcleo de Sucre para el lapso de 1995-1998.

### Vida política
Ha sido electo tres veces diputado por su estado natal (2000, 2005 y 2010). Al ser electo diputado en 2005, Acuña tuvo que dejar el cargo para pasar a ser ministro de Educación Superior por designación del presidente Hugo Chávez. Luis Acuña Cedeño es el hijo mayor de su madre, en lo que se destaca tiene una hija Carolina Acuña y un sobrino en la Isla de Margarita, Coordinador de la Juventud Trabajadora y otros cargos a fines. David Alexander Acuña actualmente se desempeña como funcionario del Servicio Autónomo de Registros y Notarias Saren, adscrito a la dirección del Registro Principal del Distrito Capital.  En las elecciones parlamentarias de 2010 fue igualmente electo, en esta ocasión formó parte de la Comisión de Política Exterior de la Asamblea Nacional de Venezuela hasta que se tuvo que separar para optar al cargo de gobernador de Sucre.

## Gobernador de Sucre
En las elecciones regionales de 2012, Luis Acuña es electo gobernador de Sucre por el 59,80% de los votos. Siendo juramentado el 28 de diciembre de 2012.  Renunció del puesto el 30 de enero del 2017, siendo sucedido por Edwin Rojas.

## Muerte
Acuña estuvo recluido en un centro médico de Caracas tras sufrir una infección respiratoria severa que obligaron a su hospitalización en terapia intensiva, falleciendo el 27 de agosto de 2023.